# Gregory Sedoc
Gregory Sedoc (Amsterdam, 16 ottobre 1981) è un ostacolista olandese.

## Palmarès
| Anno | Manifestazione  | Sede       | Evento   | Risultato  | Prestazione | Note                                     |
| ---- | --------------- | ---------- | -------- | ---------- | ----------- | ---------------------------------------- |
| 2007 | Europei indoor  | Birmingham | 60 m hs  | Oro        | 7"63        |                                          |
| 2007 | Mondiali        | Osaka      | 110 m hs | Semifinale | 13"58       |                                          |
| 2009 | Europei indoor  | Torino     | 60 m hs  | Argento    | 7"55        |                                          |
| 2009 | Mondiali        | Berlino    | 110 m hs | Semifinale | 13"45       |                                          |
| 2009 | Mondiali        | Berlino    | 4x100 m  | Batteria   | 38"95       |                                          |
| 2012 | Giochi olimpici | Londra     | 110 m hs | Semifinale | dnf         |                                          |
| 2013 | Mondiali        | Mosca      | 110 m hs | Semifinale | 13"54       |                                          |
| 2014 | Europei         | Zurigo     | 110 m hs | Batteria   | 13"58       |                                          |
| 2015 | Europei indoor  | Praga      | 60 m hs  | Semifinale | 7"65        | Miglior prestazione personale stagionale |
| 2016 | Europei         | Amsterdam  | 110 m hs | Batteria   | 13"92       |                                          |